# Amina Hanim
Amina Hanim —en àrab أمينة خانم, Amīna Ḫātim; en turc Emine Hanım— (1770-1824) va ser la primera princesa consort de Muhàmmad Alí Paixà, el primer monarca de la dinastia de Muhàmmad Alí.

## Biografia
Amina Hanim va néixer el 1770 a Nusratli, a l'eyalet de Rumèlia. Era filla de Nusretli Ali Agha, governador de Kavala, i parent del Chorbashi. Va tenir dos germans, Mustafa Paixà, i Ali Paixà, i tres germanes, Maryam Hanim, Pakiza Hanim, i Ifat Hanim.
Amina Hanim aviat va ser casada legalment amb Ali Bey. Tanmateix, el matrimoni no va ser consumat perquè el seu marit va morir abans que la parella cohabités.

## Casament
Amina Hanim es va casar amb Muhàmmad Alí Paixà el 1787, molt abans que es convertís en virrei d'Egipte i pugés fins al rang de paixà. Va tenir quatre fills que van sobreviure a l'edat adulta, Ibrahim Paixà d'Egipte, Ahmad Tusun Paixà, Isma'il Kamil Paixà, Abd al-Halim Bey, i dues filles, Tawhida Hanim i Khadija Nazli Hanim. Muhammad Ali tenia estima per ella i la va tractar amb respecte.
Amina Hanim no va acompanyar Muhammd Ali a Egipte i, després del seu nomenament com a virrei el 1805, ella i les seves filles van residir durant uns dos anys a Istanbul, on es van familiaritzar amb la cultura del palau imperial. A la seva arribada i instal·lada a l'harem del Palau de la Ciutadella al Caire, el 1808, Amina Hanim es va allunyar de Muhammad Ali, a causa de les nombroses concubines que havia adquirit.
El 1814, Amina Hanim va realitzar un pelegrinatge des de Jiddah fins a La Meca amb una caravana de 500 camells que transportava els seus servents, la comitiva i les mercaderies. Es va trobar amb Muhammad Ali a Mina, una etapa del pelegrinatge, en un reconeixement públic de la seva condició de primera consort. A causa de la grandesa de la seva caravana i la seva guàrdia i de la sumptuositat de la seva tenda, es diu que els habitants locals l'anomenaven "la reina del Nil".

## Mort
Amina Hanim va morir el 1824, i va ser enterrada a Hosh al-Basha, el mausoleu d'Imam-i Shafi'i al Caire.